# Solenocera maldivensis
Solenocera maldivensis is een tienpotigensoort uit de familie van de Solenoceridae. De wetenschappelijke naam van de soort is voor het eerst geldig gepubliceerd in 1910 door Borradaile.